# Aquila d'Arroscia
Aquila d'Arroscia (l'Aquila d'Areuscia in ligure pronunciato [ˈlakwila daˈrøːʃa]) è un comune italiano di 144 abitanti della provincia di Imperia in Liguria. La sede comunale è ubicata presso la borgata di Piazza.

## Geografia fisica
Il paese di Aquila d'Arroscia è situato in valle Arroscia, poco sotto la displuviale della Rocca del Bozzaro (948 m) e ai confini con le valli Pennavaira e Ferraia. Altre vette del territorio comunale sono il monte Torretta (852 m).
Uno dei pochi laghi presenti nel territorio provinciale imperiese è il lago artificiale della Ferraia, presso il rio omonimo e alla quota di 780 m s.l.m., immerso tra boschi di betulle e faggi. La diga è alta 10 metri ed è stata costruita nel 1998 per l'opera di irrigazione dei comuni di Aquila d'Arroscia, Borghetto d'Arroscia e Ranzo.
Più a valle del lago vi è la presenza di una cascata, il cui punto massimo di salto verticale è di circa 25 metri, che nel periodo estivo, o comunque di maggior siccità, rimane a secco in quanto l'acqua viene raccolta nelle condotte del piccolo bacino artificiale. Resti umani e di animali preistorici sono stati altresì trovati nei pressi di questa cascata, all'interno di una grotta denominata in loco come "Arma do Cüppà" e avente un'altezza di 13 metri per una larghezza di 32 metri.

## Storia

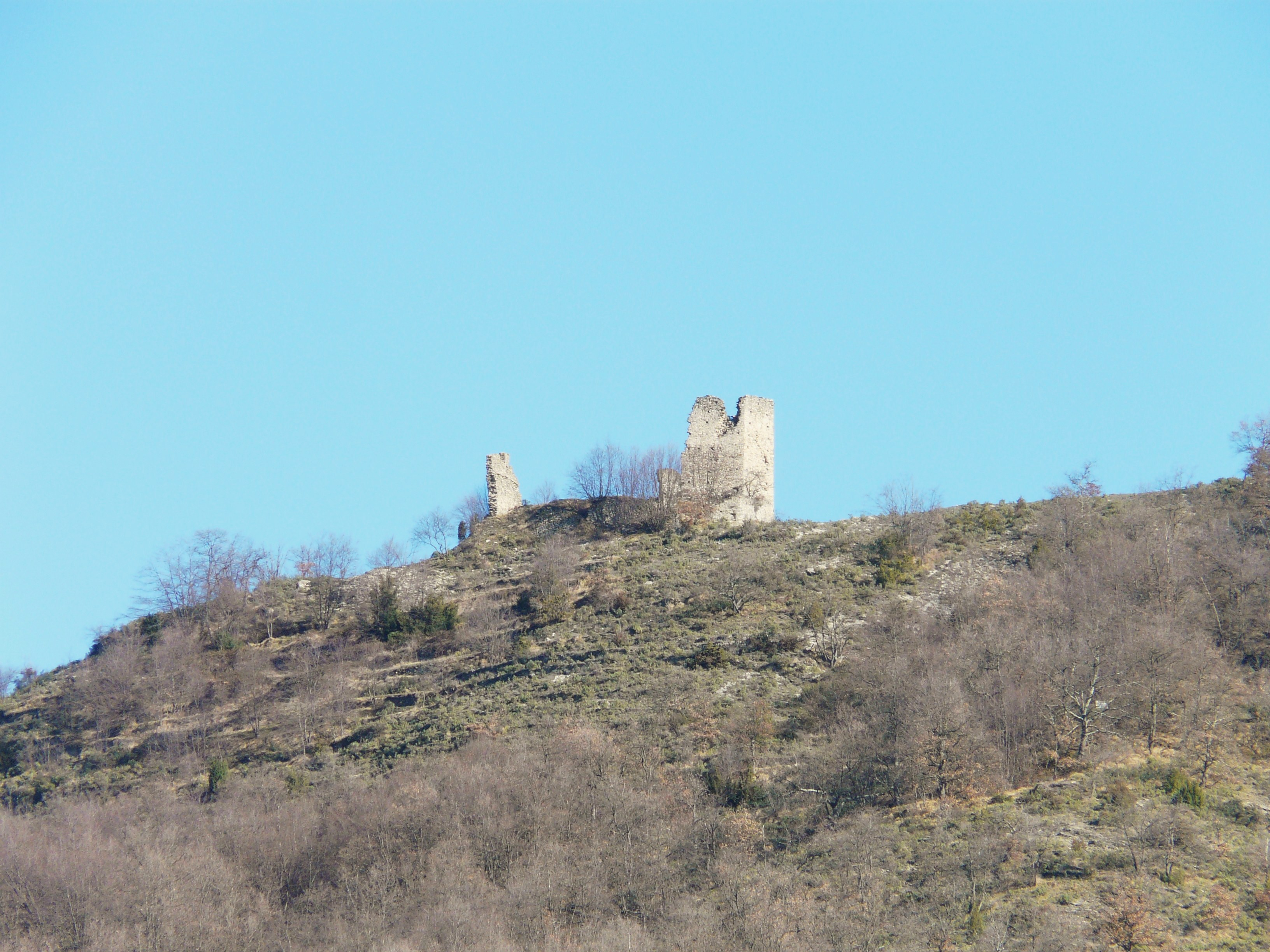
I ruderi del castello dei Clavesana su una collina a ridosso del paese di Aquila d'Arroscia

Le prime testimonianze della presenza umana nel territorio aquilotto risalirebbero al Paleolitico Superiore dove i primitivi usavano le grotte della zona, specialmente in val Pennavaira, quale luogo di ricoveri temporanei dei prodotti e di macellazione. Tale frequentazione perdurò anche nel Neolitico e nell'età dei metalli; la vicina val Ferraia divenne la principale fonte di produzione del carbone.
Seguì la dominazione dei Romani – che stando alle fonti storiche introdussero la coltivazione dell'oliva detta colombaira, poi superata dalla varietà taggiasca introdotta dai monaci benedettini dall'XI secolo – e quindi sotto il controllo dei Longobardi nel 653, dopo la caduta dell'Impero romano d'Occidente.
Il borgo di Aquila e altri luoghi della valle Arroscia entrarono dal 1202 a far parte del Marchesato di Clavesana – alleato della Repubblica di Genova – e furono i marchesi ad erigere, intorno all'XI secolo, il locale castello su una sommità rocciosa di una collina e a ridosso del paese. E collegato al maniero deriverebbe, secondo alcune supposizioni, il toponimo Aquila: una leggenda popolare farebbe infatti riferimento a questo rapace che usualmente si stanziava nei pressi della collina, detta poi "dell'Aquila". Un'altra versione dell'origine toponomastica, considerata più verosimile, si collegherebbe invece ad un'importante famiglia del luogo – i Cha – che nel proprio stemma araldico aveva la raffigurazione di due aquile sormontate da una corona imperiale.

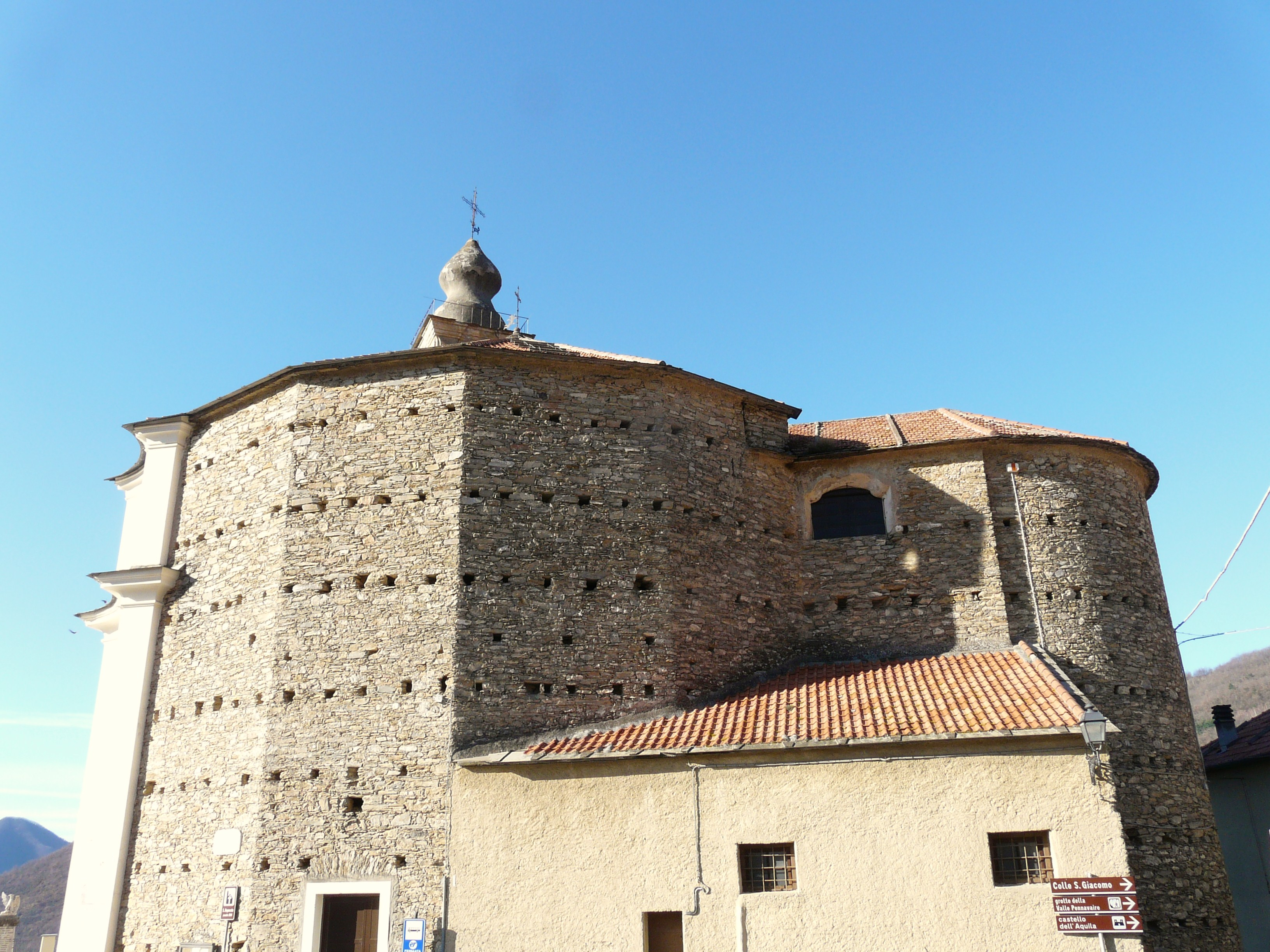
Scorcio della parrocchiale di Santa Riparata ad Aquila d'Arroscia

Nel 1328 il borgo e il castello furono occupati dal marchese Giorgio Del Carretto, che rilevò il possedimento dal vassallo dei Clavesana Oberto Cepolla, salvo poi in epoca successiva ritornare tra i territori del marchesato. Nel 1386 il territorio di Aquila e parte della valle Arroscia passarono sotto il controllo diretto della repubblica genovese, che inserì Aquila nel vicariato di Ranzo e poi nel capitaneato di Pieve di Teco. Fu questo un periodo fortunato per l'economia del paese e del territorio per l'intensificarsi dei traffici commerciali tra la valle, il Piemonte e la costa ligure.
Seguì, quindi, le sorti del marchesato di Zuccarello e con esso rientrò, dopo la guerra tra Genovesi e Sabaudi nel 1624, tra i possedimenti della Repubblica di Genova, che sottopose Aquila alla giurisdizione del commissariato zuccarellese.
Con la dominazione francese il territorio di Aquila rientrò dal 2 dicembre 1797 all'interno della Repubblica Ligure. Dal 28 aprile del 1798 fece parte del I cantone, con capoluogo Albenga, della Giurisdizione di Centa e dal 1803 centro principale del III cantone di Pieve nella Giurisdizione degli Ulivi; nel 1804 aggregò il territorio del soppresso comune di Gavenola. Annesso al Primo Impero francese, dal 13 giugno 1805 al 1814 venne inserito nel Dipartimento di Montenotte.
Nel 1815 il territorio fu inglobato nel Regno di Sardegna, così come stabilì il Congresso di Vienna del 1814, e successivamente nel Regno d'Italia dal 1861. Dal 1859 al 1926 il territorio fu compreso nel V mandamento di Pieve di Teco del circondario di Porto Maurizio facente parte della provincia di Porto Maurizio (poi provincia di Imperia, dal 1923). Nel 1862 assume la denominazione de Aquila d'Arroscia.
Nel 1928 il comune di Aquila d'Arroscia fu soppresso e aggregato al territorio comunale di Borghetto d'Arroscia, poi ricostituito nel 1947; al 1949 risalgono gli ultimi aggiustamenti ai confini amministrativi con la cessione a Borghetto d'Arroscia della frazione di Gavenola.
Dal 1973 al 31 dicembre 2008 ha fatto parte della Comunità montana Alta Valle Arroscia e, con le nuove disposizioni della Legge Regionale nº 24 del 4 luglio 2008, ha fatto parte fino al 2011 della Comunità montana dell'Olivo e Alta Valle Arroscia.

### Simboli
Stemma
Gonfalone

## Monumenti e luoghi d'interesse

### Architetture religiose
- Chiesa parrocchiale di Santa Reparata nel capoluogo. I lavori per la sua edificazione avvennero tra il 1582 e il 1589, mentre all'8 ottobre 1597 risalirebbe la consacrazione dell'edificio. La facciata, in stile barocco, fu portata a termine nel corso del 1625. Il coro ligneo presente proviene dal convento degli Agostiniani di Pieve di Teco.
- Oratorio di San Sebastiano, risalente al 1732, è in stile barocco.
- Cappella di San Giacomo, eretta sul colle a cavallo tra la valli Arroscia e Pennavaira.

### Architetture militari
- Castello dei marchesi di Clavesana. Del precedente castello, costruito intorno al 1090, rimangono ad oggi solo i ruderi, però sono ancora visibili le vecchie mura merlate e i quattro lati della torre poligonale mozzata.

## Società

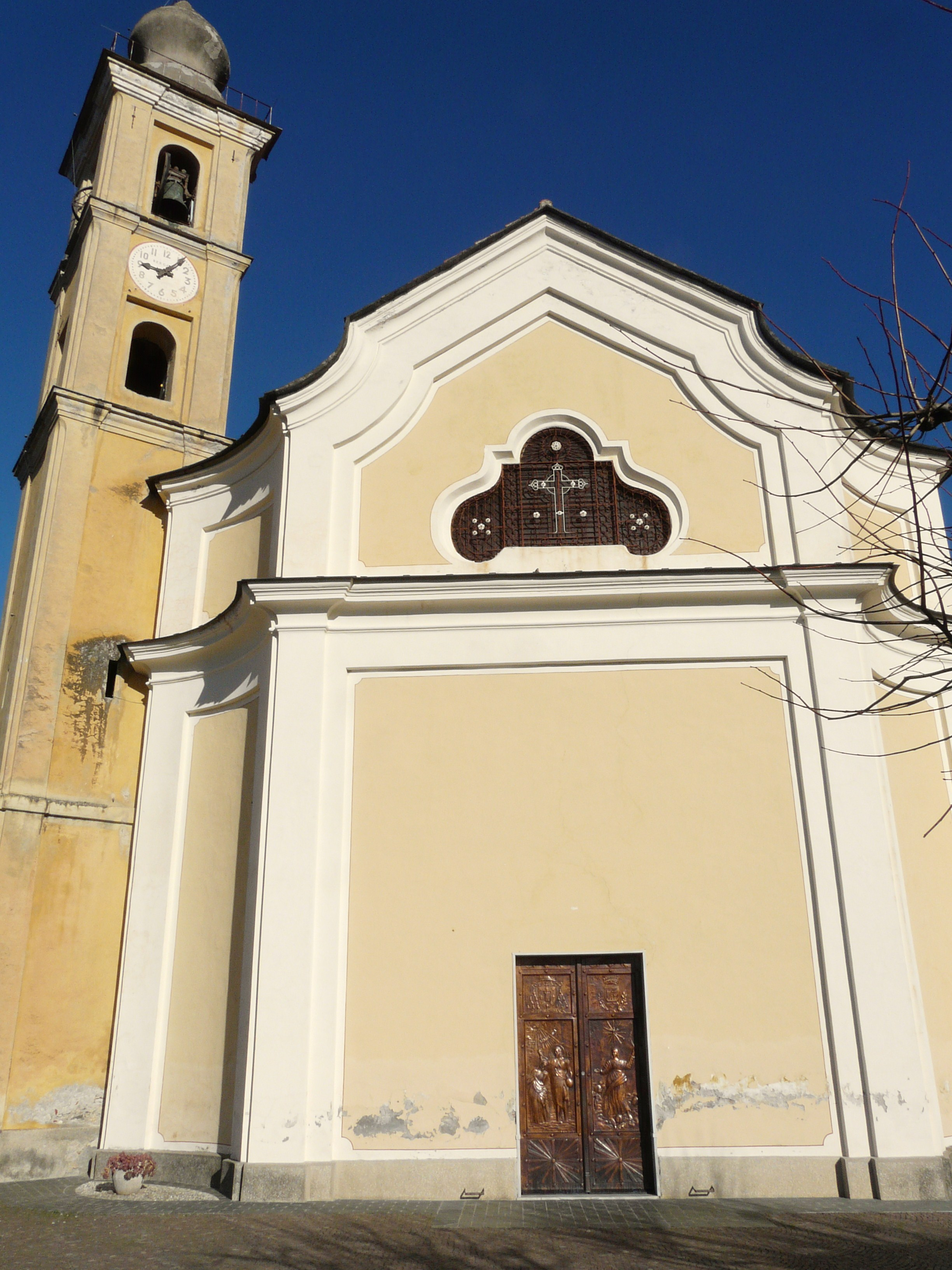
La chiesa parrocchiale di Santa Reparata

### Evoluzione demografica
Abitanti censiti

### Qualità della vita
Il comune di Aquila d'Arroscia ha conseguito la certificazione del proprio sistema di gestione ambientale conformemente alla norma ISO 14001.

## Cultura

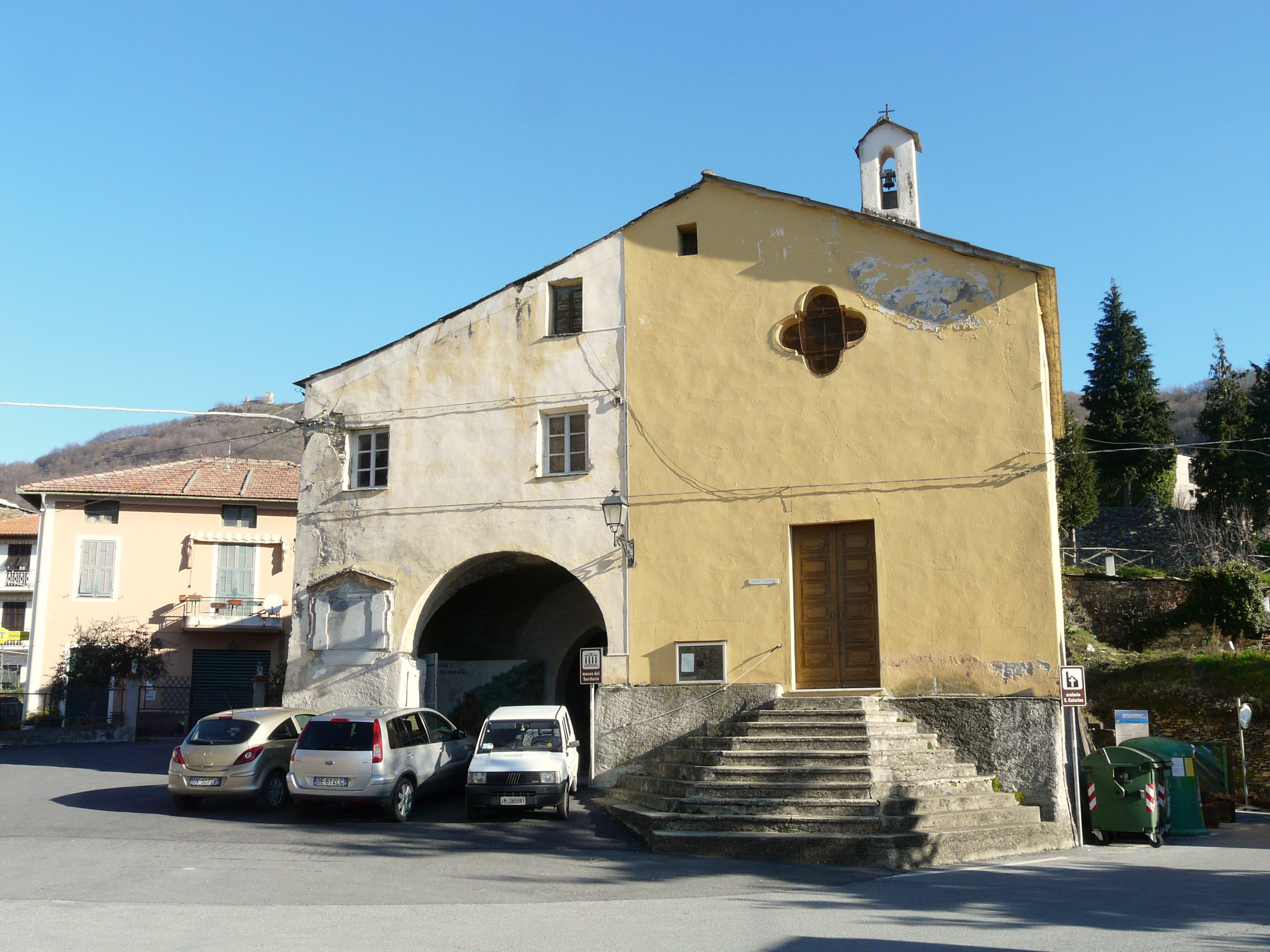
L'oratorio di Santa Caterina e museo del Territorio

### Istruzione

#### Musei
- Museo del Territorio, allestito in alcuni locali annessi all'oratorio di Santa Caterina ad Aquila d'Arroscia.

## Geografia antropica
Il territorio comunale è costituito, oltre al capoluogo, dalle borgate di Affredore, Aira, Canto, Ferraia, Loga, Maglioreto, Montà, Mugno, Piazza (sede comunale) e Salino per una superficie territoriale di 10,06 km².
Confina a nord con i comuni di Caprauna (CN) e Alto (CN), a sud con Ranzo, ad ovest con Caprauna, Borghetto d'Arroscia e ad est con Nasino (SV), Onzo (SV) e Ranzo.

## Economia
Come altri comuni imperiesi basa la sua economia sulla coltivazione della vite e alla produzione di olio di oliva. Dalla vite vengono ricavati due prodotti vinicoli, l'Ormeasco e il Pigato. Rientra tra gli 11 comuni di produzione dell'aglio di Vessalico. È praticata anche l'orticoltura e la pastorizia.

## Infrastrutture e trasporti

### Strade
Il territorio di Aquila di Arroscia è attraversato principalmente dalla strada provinciale 78 che permette il collegamento stradale con Ranzo, a sud, e Borghetto d'Arroscia ad ovest innestandosi con la provinciale 14.

## Amministrazione

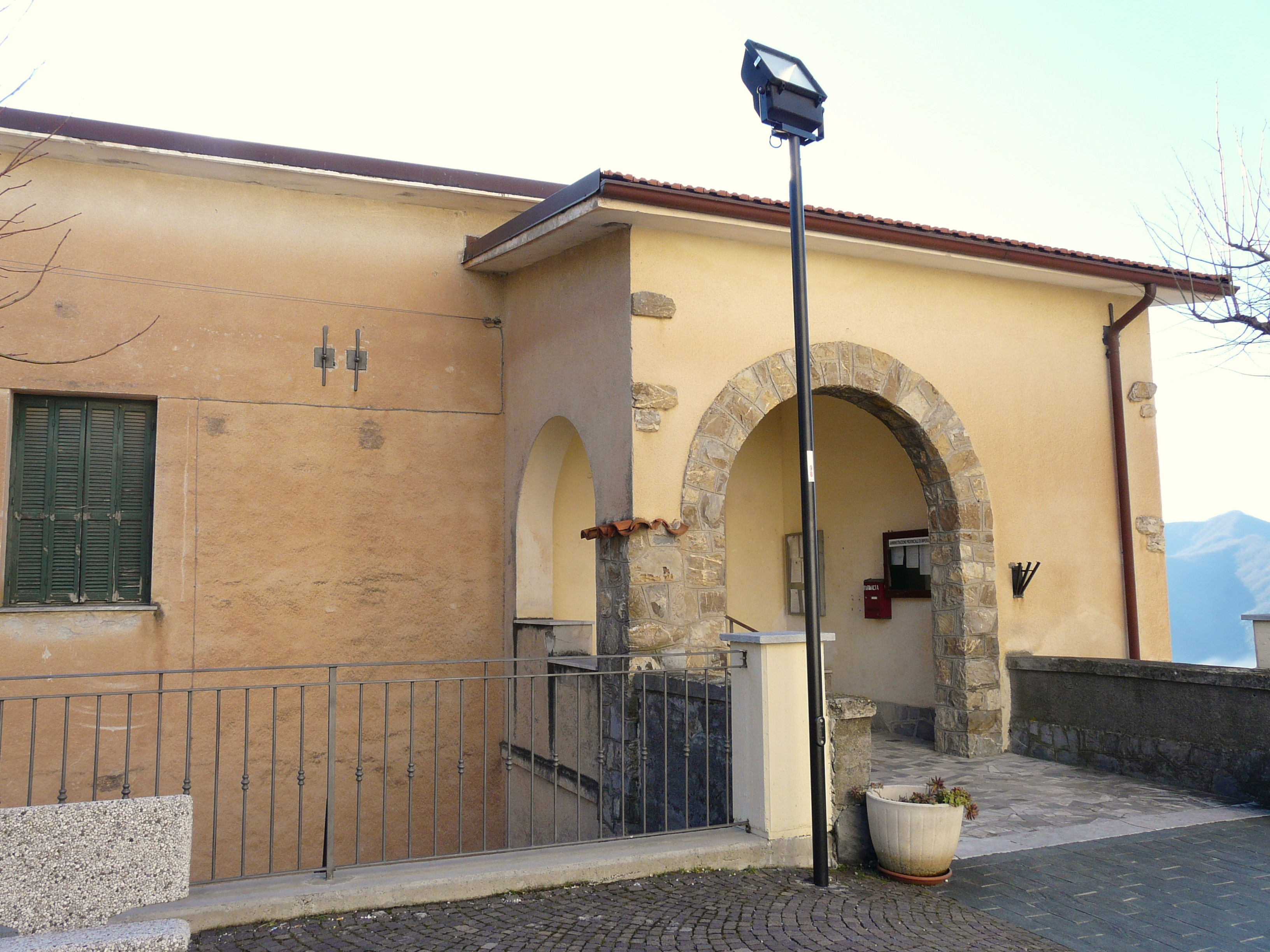
Il municipio

| Periodo           | Periodo           | Primo cittadino    | Partito                         | Carica         | Note   |
| ----------------- | ----------------- | ------------------ | ------------------------------- | -------------- | ------ |
| 2 giugno 1985     | 13 novembre 1989  | Giuseppe Cha       | Democrazia Cristiana            | Sindaco        | [ 18 ] |
| 13 novembre 1989  | 29 maggio 1990    | Ottavio Cha        | Democrazia Cristiana            | Sindaco        |        |
| 29 maggio 1990    | 24 aprile 1995    | Ottavio Cha        | Democrazia Cristiana            | Sindaco        |        |
| 24 aprile 1995    | 14 giugno 1999    | Ottavio Cha        | lista civica                    | Sindaco        |        |
| 14 giugno 1999    | 14 giugno 2004    | Roberto Marini     | lista civica                    | Sindaco        |        |
| 14 giugno 2004    | 8 giugno 2009     | Roberto Marini     | lista civica                    | Sindaco        |        |
| 8 giugno 2009     | 28 maggio 2014    | Piero Claveri      | Per Aquila (lista civica)       | Sindaco        |        |
| 28 maggio 2014    | 1º giugno 2015    | Fernando Colangelo |                                 | Comm. straord. | [ 19 ] |
| 1º giugno 2015    | 22 settembre 2020 | Tullio Cha         | Uniti per Aquila (lista civica) | Sindaco        |        |
| 22 settembre 2020 | in carica         | Tullio Cha         | Uniti per Aquila (lista civica) | Sindaco        |        |

### Altre informazioni amministrative
Aquila d'Arroscia fa parte dell'Unione dei comuni dell'Alta Valle Arroscia.